# Piet Keizer
Petrus Johannes "Piet" Keizer (født 14. juni 1943 i Amsterdam, Holland - 10. februar 2017) var en pensioneret hollandsk fodboldspiller, der tilbragte hele sin aktive karriere, fra 1960 til 1975, som kantspiller hos Æresdivisions-klubben Ajax Amsterdam. Han nåede at spille 365 kampe og score 146 mål for klubben. 
Med Ajax var Keizer med til at vinde en række titler. Det blev til seks hollandske mesterskaber, fem KNVB Cupper, tre sejre i Mesterholdenes Europa Cup samt to triumfer i UEFA Super Cup og én i Intercontinental Cup.

## Landshold
Keizer nåede at spille 34 kampe for Hollands landshold, som han debuterede for i 1962. Han var en del af den hollandske trup, der vandt sølv ved VM i 1974 i Vesttyskland.

## Titler
Æresdivisionen
- 1966, 1967, 1968, 1970, 1972 og 1973 med Ajax Amsterdam

KNVB Cup
- 1961, 1967, 1970, 1971 og 1972 med Ajax Amsterdam

Mesterholdenes Europa Cup
- 1971, 1972 og 1973 med Ajax Amsterdam

UEFA Super Cup
- 1972 og 1973 med Ajax Amsterdam

Intercontinental Cup
- 1972 med Ajax Amsterdam